# Londonderry Air
Londonderry Air — мелодия (эйр), берущая начало из графства Лондондерри в Ирландии (нынешняя Северная Ирландия). Данная мелодия очень популярна среди ирландской диаспоры. Мелодия играется как победный гимн Северной Ирландии на играх британского Содружества. Песня Danny Boy использует эту мелодию с набором слов, написанными в начале XX века. Впервые мелодия была опубликована обществом по сохранению и изданию мелодий Ирландии в 1855 году в книге «Древняя музыка Ирландии».

## Danny Boy
Самая популярная песня для мелодии — это Danny Boy, написанная английским юристом Фредериком Эдвардом Везерли в 1910 году, и эта песня является неофициальным гимном Северной Ирландии.

### Английский текст
Oh Danny boy, the pipes, the pipes are calling
From glen to glen, and down the mountain side
The summer’s gone, and all the leaves are falling
'Tis you, 'tis you must go and I must bide.
But come ye back when summer’s in the meadow
Or when the valley’s hushed and white with snow
'Tis I’ll be there in sunshine or in shadow
Oh Danny boy, oh Danny boy, I love you so.
And when ye come, and all the flow’rs are dying
If I am dead, as dead I well may be
Ye’ll come and find the place where I am lying
And kneel and say an «Ave» there for me.
And I shall hear, tho' soft you tread above me
And oh, my grave shall warmer, sweeter be
For ye will bend and tell me that you love me
And I shall sleep in peace until you come to me.

### Русский перевод
О Малыш Дэнни, горны, горны зовут
От долины до долины, и вниз горного склона
Лето проходит и вся листва опадает
Это ты, это тебе надо идти, а мне придётся ждать.
Но возвращаясь, когда лето в низине.
Или когда долина утихает и белеет от снега
Это я буду там на солнышке или в тени
О Малыш Дэнни, Я тебя так люблю.
А когда ты придёшь, все цветы замирают
Если я умру, как мёртвый я мог быть хорош
Вы придёте и найдите место, где я лежу
Встаньте на колени и скажите «Аве» мне там.
И я услышу хотя бы нежно, шагайте надо мною
И ох, моя могила будет свежей, будь любимой
Для вас покорится и расскажет обо мне, что вы любите меня
А я буду спать в мире пока вы не придёте ко мне.

## Другие варианты исполнения мелодии
Помимо Данни Боя существуют также другие варианты исполнения мелодии, например «Irish Love Song» от Кэтрин Тайнан Хинксон, «I would be true» от Ховарда Арнольда Уолтера, и множество других вариантов мелодии. Изначально мелодию A Londobderry Air пели со словами одноимённого стихотворения. Это была весьма трогательная песня о любви. Она и сейчас популярна.

### A Londonderry Air
Would God, I were the tender apple blossom,
That floats and falls from off the twisted bough,
To lie and faint within your silken bosom,
Within your silken bosom as that does now.
Or would I were a little burnish’d apple
For you to pluck me, gliding by so cold,
While sun and shade your robe of lawn will dapple,
Your robe of lawn, and your hair’s spun gold.
Yea, would to God, I were among the roses,
That lean to kiss you as you float between
While on the lowest branch a bud uncloses
A bud uncloses, to touch you, my queen.
Nay, since you will not love, would I were growing
A happy daisy, in the garden path
That so your silver foot might press me going,
Might press me going even unto death.

### Грёзы Лондондерри
Будь воля Бога, яблоневым цветом
Я распустился б нежно на ветви,
К тебе, любовь моя, прильнул бы летом,
Чтоб увядать на шёлковой груди.
Быть может, плодом стал бы я безгласым,
К ногам твоим упал бы на заре,
Когда теплом лучей твой стан обласкан
И прядь волос твоих златая на траве.
Позволь, Господь, смиренно встану я средь роз,
Чтоб наслаждаться взором милых глаз,
И жажду безответных сладких грёз
Я утолю последний в жизни раз.
Счастливой маргариткой у дорожки
Взрасту и лягу на земную твердь,
И под её серебряною ножкой
Покорно обрету желанную мной смерть